# The King’s University

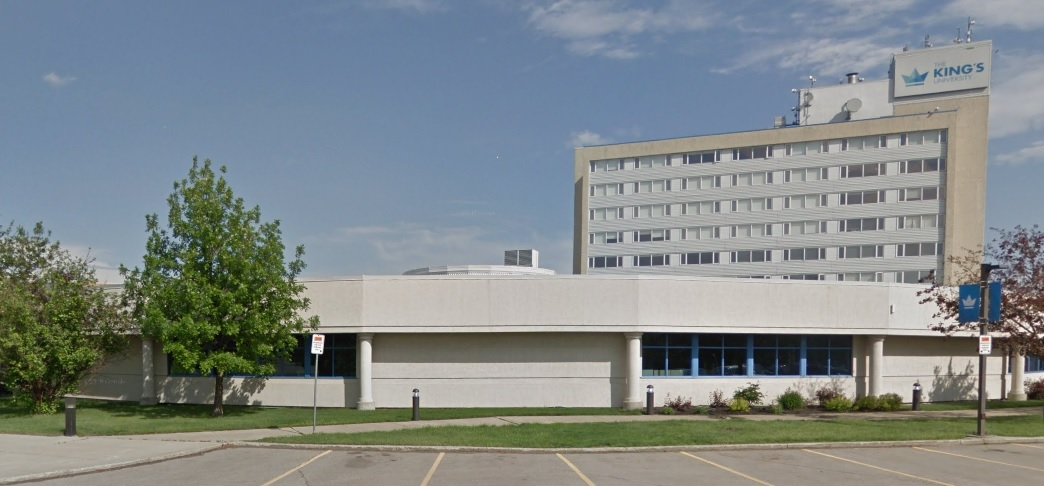
Bibliothek der Universität

Die The King’s University (Abkürzung: KINGSU) ist eine  Privatuniversität in Edmonton, Alberta, Kanada.
Die Hochschule ist eine private Universität der Christian Reformed Church in North America. Zunächst als The King's College 1979 gegründet firmierte sie ab 1993 als The King's University College und schließlich ab 2009 als The King’s University. Seit 2013 arbeitet die Hochschule zusammen mit dem Newman Theological College.
Im Studienjahr 2019/2020 waren an der Universität 906 Studierende eingeschrieben (2018/2019: 893).